# Listă de poeți

## Lista poeților universali în ordine alfabetică
A - Ă - B - C - D - E - F - G - H - I - Î - J - K - L - M - N - O - P - Q - R - S - Ș - T - Ț - U - V - W - X - Y - Z

## Lista poeților celebri
- Delmira Agustini
- Anna Ahmatova
- Endre Ady
- Conrad Aiken
- Yahya Alavi fard
- Rafael Alberti
- Dante Alighieri
- Guillaume Apollinaire
- Ingeborg Bachmann
- Elisabeta Bagriana
- Konstantin Dimitrievici Balmont
- Basho
- Charles Baudelaire
- Gottfried Benn
- William Blake
- Alexandr Blok
- Michelangelo Buonarroti
- George Gordon Byron
- Giosuè Carducci
- Catul
- Paul Celan
- Aime Cesaire
- Samuel Taylor Coleridge
- Stephen Crane
- Ruben Dario
- David
- Emily Dickinson
- Thomas Stearns Eliot
- Odisseas Elitis
- Paul Eluard
- Serghei Esenin
- Evgheni Evtușenko
- Jean de La Fontaine
- Robert Frost
- Du Fu
- Stefan George
- Allen Ginsberg
- Johann Wolfgang von Goethe
- Luis de Góngora y Argote
- Jorge Guillen
- Hafez
- Heinrich Heine
- Georg Heym
- Miguel Hernandez
- Hesiod
- Velemir Hlebnikov
- Hugo von Hofmannsthal
- Vladimir Holan
- Friedrich Hölderlin
- Homer
- Gerard Manley Hopkins
- Langston Hughes
- Victor Hugo
- Max Jacob
- Juan Ramón Jiménez
- Attila József
- Kalidassa
- Constantinos Kavafis
- John Keats
- Omar Khayyam
- Alphonse de Lamartine
- Valery Larbaud
- Else Lasker-Schuler
- Contele de Lautréamont
- Nikolaus Lenau
- Giacomo Leopardi
- Mihail Lermontov
- Li Tai-pe
- Henry Wadsworth Longfellow
- Federico García Lorca
- Antonio Machado
- Maurice Maeterlinck
- Vladimir Maiakovski
- Stephane Mallarmé
- Ossip Mandelstam
- Edgar Lee Masters
- Adam Mickiewicz
- Grazyna Miller
- Gabriela Mistral
- Eugenio Montale
- Alfred de Musset
- Gérard de Nerval
- Anna de Noailles
- Novalis
- Ovidiu
- Boris Pasternak
- Octavio Paz
- Saint-John Perse
- Fernando Pessoa
- Francesco Petrarca
- Pindar
- Edgar Allan Poe
- Ezra Pound
- Jacques Prevert
- Sextus Aurelius Propertius Carus
- Adam Puslojic
- Aleksandr Pușkin
- Salvatore Quasimodo
- Jean Paul
- Rainer Maria Rilke
- Arthur Rimbaud
- Pierre de Ronsard
- Saadi
- Umberto Saba
- Carl Sandburg
- Sapho
- Ghiorghios Seferis
- William Shakespeare
- Percy Bysshe Shelley
- Edith Sodergran
- Ernst Stadler
- Wallace Stevens
- Taras Șevcenko
- Rabindranath Tagore
- Torquato Tasso
- Teocrit
- Dylan Thomas
- Georg Trakl
- Miguel de Unamuno
- Giuseppe Ungaretti
- Paul Valéry
- Cesar Vallejo
- Paul Verlaine
- William Carlos Williams
- François Villon
- Virgiliu
- Wang Wei
- Walt Whitman
- William Butler Yeats